# Opération Sans-Pitié
L'opération Sans-Pitié (Operation Ruthless) est un projet d'opération spéciale imaginé par Ian Fleming au cours de la Seconde Guerre mondiale et visant à récupérer un exemplaire des instructions mensuelles de mise en œuvre d'une machine de chiffrement allemande Enigma.

## Histoire
Officier de réserve, fils d'un ami de Churchill, Ian Fleming est un favori du directeur du service de renseignements de la Royal Navy. C'est certainement dans sa fonction d'aide de camp qu'il puisera d'ailleurs une partie de ses idées pour les différents James Bond. Mais, en 1940, ses rêveries ont un autre objet : Enigma, le système de chiffrement allemand. Malgré les efforts de tous les cryptanalistes de Bletchley Park, la cryptanalyse d'Enigma est difficile. Or, dans le cadre de la bataille de l'Atlantique, la Kriegsmarine renforce la sécurité de  la machine Enigma, à tel point que le décryptage devient impossible. Le seul espoir qui reste aux Alliés est de s'emparer d'instructions mensuelles de mise en œuvre.
Le 12 septembre 1940, Fleming propose l'opération Sans-Pitié : un navire de sauvetage allemand ayant été repéré dans la Manche, un bombardier allemand (capturé quelques semaines auparavant) décolle du Royaume-Uni avec un équipage parfaitement bilingue en uniforme allemand. Il émet un message de détresse et amerrit volontairement à proximité du navire de sauvetage qui recueille les naufragés ; les desperados s'emparent du navire et des documents. L'opération connaît un début de préparation. En octobre suivant, elle est décommandée, comme « impraticable ».

## Au cinéma
Un demi-siècle plus tard, l'idée sera reprise par le réalisateur Jonathan Mostow dans le film U-571. L'opération « cheval de Troie » imaginée par Mostow substitue au bombardier allemand en détresse un sous-marin américain maquillé en vaisseau ravitailleur dont l'équipage est chargé de récupérer l'Enigma et les précieux carnets de codes.